# 卡拉斯加拉頓
在托爾金小說裡的世界中土大陸，卡拉斯加拉頓 （英語：Caras Galadhon）意為「樹之城」，是黃金森林羅斯洛立安的精靈城市:222，辛達族領土的心臟。凱蘭崔爾將從維林諾帶來的梅隆樹種子種植在那裡，而凱蘭崔爾和丈夫凱勒鵬則住在梅隆樹頂層。
魔戒遠征隊逃出摩瑞亞後，凱蘭崔爾就在卡拉斯加拉頓接見他們。魔戒聖戰期間，多爾哥多的半獸人軍隊圍攻羅斯洛立安，雖然外圍的森林受到不少破壞，但卡拉斯加拉頓未受影響。第四紀元，凱蘭崔爾離開了卡拉斯加拉頓，前往維林諾，後來凱勒鵬也離去了，卡拉斯加拉頓隨歷史而消逝。
在《魔戒》小說版中，Caras Galadhon印刷上出錯，被印成Caras Galadon。